# Metodo alimentare Zona
Il metodo alimentare Zona (in inglese Zone Diet) è una dieta ideata negli Stati Uniti dal biochimico Barry Sears.
Consiste in un metodo per mantenere la produzione di insulina in una "zona" né troppo alta né troppo bassa ed è basata sui concetti di "equilibrio" e "moderazione" degli alimenti, assunti secondo una distribuzione di macronutrienti basati sulla formula 40-30-30 (40% carboidrati, 30% proteine, 30% grassi) nonché su una adeguata attività fisica e sul controllo quotidiano dello stress. Si precisa che tali percentuali si riferiscono alle calorie apportate dai 3 nutrienti fondamentali della dieta, non al loro peso.  Per esattezza si dovrebbe dire: il 40% della calorie apportato dai glucidi, il 30% dalle proteine, il 30% dai lipidi.
Obiettivo principale della dieta a Zona è dichiarato essere la salute psicofisica, il controllo attraverso il cibo degli ormoni e dei valori di colesterolo e indice glicemico.

## Teoria
"Zona" è una parola utilizzata in farmaceutica per indicare la quantità di un farmaco necessaria affinché quest'ultimo sia efficace. Una quantità inferiore sarebbe inutile, una superiore dannosa. Il metodo alimentare proposto da Sears ritiene che il cibo sia il farmaco più potente, e come tale lo tratta, secondo l'aforisma di Ippocrate "fa' che il cibo sia la tua miglior medicina, fa' che la tua migliore medicina sia il tuo cibo". Secondo Sears dunque anche il cibo va ingerito in quantità e con tempi che consentano di ottimizzare la sua efficacia.
Il metodo alimentare "Zona" si basa su quattro elementi fondamentali:
- alimentazione
- moderato esercizio fisico
- gestione dello stress
- integrazione di Omega 3

Il metodo si basa sulla teoria secondo la quale sarebbe possibile ottenere un'ottimizzazione del metabolismo umano conseguendo un determinato equilibrio di una particolare classe di ormoni, gli eicosanoidi. Tale equilibrio si otterrebbe tramite il raggiungimento e il mantenimento di una proporzione tra insulina e glucagone. Sfruttando il fatto che con l'assunzione di cibi proteici si stimoli, oltre alla produzione di insulina, anche quella di glucagone, mentre con l'assunzione di carboidrati si stimoli più intensamente la risposta insulinica (i grassi hanno un effetto meno stimolante su quest'ultimo ormone) secondo Sears è possibile, definendo un rapporto costante tra proteine e carboidrati assunti, ottenere la proporzione ideale tra insulina e glucagone, per ottenere la giusta ripartizione di eicosanoidi.
Secondo Sears sarebbe quindi fondamentale mantenere ad ogni pasto un rapporto tra proteine e carboidrati compreso in un intervallo tra 0,6 e 1, con un rapporto ideale di 0,75. In fase di dimagrimento i grassi devono essere mantenuti in determinate proporzioni con gli altri due macronutrienti, determinando una composizione dei pasti e degli spuntini su un modello 30-40-30: ovvero il 30% delle calorie deve derivare dalle proteine, il 40% dai carboidrati, il 30% dai grassi e ogni pasto e spuntino deve rispettare queste percentuali.
Quando la fase di dimagrimento è finita, con il raggiungimento della percentuale ideale di massa grassa, si passa ad un regime di grassi liberi che consentono un ancoraggio calorico e impediscono un ulteriore dimagrimento.
Secondo i suoi sostenitori il metodo alimentare Zona permetterebbe di raggiungere:
- maggiore lucidità e concentrazione;
- miglioramento dell'umore;
- maggiore tonicità muscolare;
- contrastare i processi di invecchiamento;
- controllare in maniera ottimale il peso corporeo;
- riduzione dei rischi cardiovascolari, dei tumori e di altre malattie;
- miglioramento della qualità del sonno e diminuzione complessiva della sonnolenza e delle ore totali di sonno;
- maggiore fluidità del sangue;
- vasodilatazione dei vasi sanguigni;
- maggiore efficienza cerebrale;
- maggiore resistenza alle infezioni.

Secondo Sears il metodo alimentare Zona sarebbe inseribile tra le "diete evoluzionistiche", che partono dall'assunto che l'alimentazione naturale per l'uomo sia la cosiddetta paleodieta del Paleolitico e che i mutamenti genetici intercorsi dopo l'introduzione dell'agricoltura nel corso della rivoluzione neolitica siano irrilevanti. L'uomo non sarebbe, per lo più, in grado di alimentarsi di cereali e amidacei, ma dovrebbe propendere per un'alimentazione composta essenzialmente da carne, pesce, frutta e verdura.

### Critiche
Alcuni esperti nutrizionisti, inclusi ex colleghi di Sears, criticano le conclusioni che egli trae dagli studi, contestando una distorsione o esagerazione da lui compiuta del senso della ricerca di base. 
Hanno inoltre evidenziato come non ci siano studi diretti che verifichino le sue conclusioni.
L'associazione americana per il cuore, l'American Heart Association, oltre ad ammonire sulla popolarità delle diete che prendono buona parte delle calorie da proteine, ha anche evidenziato come la Zona causi generalmente un aumento dei grassi saturi animali, ritenuti dannosi.
Una critica dettagliata è stata formulata dall'associazione italiana disturbi dell'alimentazione e del peso, l'AIDAP: fa notare che non c'è nessuna evidenza scientifica che supporti le ipotesi portanti della teoria di Sear
- l'ipotesi che la dieta a Zona possa regolare completamente la produzione d'insulina e di glucagone;
- l'ipotesi che l'insulina produca eicosanoidi “cattivi” e il glucagone quelli “buoni”;

Tuttavia il fatto che l'insulina possa agire sull'enzima Delta-5-Desaturasi (il quale causa l'incremento degli eicosanoidi "cattivi") è documentato scientificamente .

#### Proteine
Un'altra critica avanzata al metodo alimentare proposto da Sears è di essere un regime alimentare iperproteico, di prevedere cioè un consumo elevato di proteine, sia in assoluto (quantità di proteine quotidianamente assunta) sia in rapporto agli altri macronutrienti. 
Per un individuo maschio, adulto, sedentario e normopeso le raccomandazioni in base ai LARN relative al fabbisogno proteico vanno da un minimo di 0,75 a 1 g di proteine per kg di peso corporeo, mentre le indicazioni di Sears per lo stesso soggetto sono di 1,10 g di proteine per kg di massa magra. Prendendo ad esempio un uomo con la percentuale ideale di massa grassa secondo Sears, il 13%, per un peso di 80 kg avremmo un fabbisogno proteico stimato in base ai LARN di 60g, in base alle tabelle di Sears il fabbisogno sarebbe di 77g.
In termini relativi, la ripartizione dei macronutrienti in base allo schema 30%-40%-30% si differenzia notevolmente dalle percentuali indicate dalla dieta mediterranea, pari a 15% di proteine, 60% di carboidrati e 25% di grassi.
Secondo Sears, invece il metodo alimentare da lui proposto non sarebbe catalogabile quale dieta iperproteica per i seguenti motivi:
- la maggior parte delle calorie assunte (40%) proviene dai carboidrati;
- il consumo di alimenti proteici a pasto sarebbe quello consigliato da ogni medico nutrizionista;
- il quantitativo assoluto di proteine assunte sarebbe simile a quello raccomandato dall'American Diabets Association statunitense[10];
- il consumo proteico sarebbe uguale a quello medio della popolazione italiana secondo le stime dell'INRAN[11], che tuttavia consiglia la dieta mediterranea;
- la dannosità di un'elevata assunzione di proteine, se intese nello stesso pasto, non può realizzarsi in quanto si sconsigliano pasti con un introito proteico superiore a 35g;
- un regime iperproteico  (si definisce grazie ad un'assunzione di proteine superiore ai 100g al giorno[senza fonte], con l'aumento di grassi saturi e con una riduzione di frutta e verdura, caratteristiche che non corrisponderebbero a quelle della dieta Zona.

Secondo Sears quella che lui chiama "la demonizzazione delle proteine" sarebbe stata conseguenza del timore dei grassi saturi. La limitazione di questi ultimi è diventata ipso facto limitazione anche delle proteine, determinandone, secondo lui, "conseguenti restrizioni dietetiche".
Inoltre, allo stato attuale non esisterebbero studi scientifici in grado di sostenere l'ipotesi che un introito moderatamente maggiore di proteine possa risultare dannoso in soggetti che non abbiano già patologie specifiche, in particolare in un regime di assunzione proteica sempre abbinata a quella lipidica e glucidica. Sears sostiene di essere il peggior nemico delle diete iperproteiche.
Un'ulteriore critica rivolta alla dieta Zona riguarda il potere chetogenico che le viene attribuito, di determinare cioè la produzione di sostanze acide, i chetoni, in conseguenza di uno scarso apporto di carboidrati. Secondo i sostenitori del metodo l'eventuale tossicità e pericolosità dei chetoni non sarebbe provata comunque da nessuno studio scientifico e soprattutto, per la produzione di chetoni la quantità di carboidrati assunti al giorno deve essere inferiore ai 30 g, mentre nella dieta Zona sono minimo 99g.

#### L'insulina è stimolata anche da protidi e lipidi
Uno dei maggiori presunti punti di forza della dieta Zona, è quella di controllare teoricamente i livelli di insulina accostando gli altri macronutrienti (protidi e lipidi), alla porzione di carboidrati. In questo modo, secondo Sears, si riuscirebbe a tenere sotto controllo il picco di insulina, poiché i protidi stimolerebbero il glucagone (ormone catabolico e lipolitico), mentre i lipidi non avrebbero la proprietà di stimolo sull'ormone insulinico. Inoltre l'accostamento degli altri macronutrienti abbasserebbe l'indice e il carico glicemico della fonte glucidica perché dilungherebbe i processi digestivi e dunque l'assimilazione della fonte stessa, pertanto porterebbe a ridurre direttamente l'impatto glicemico e insulinico di ques'ultimo nutriente. Tuttavia viene ignorato un aspetto biochimico, fisiologico ed endocrino fondamentale che smentisce tale teoria, cioè che tutti i macronutrienti hanno un potere insulinogenico, ovvero hanno tutti il potere di elevare i livelli di insulina. Gli effetti dei macronutrienti sullo stimolo insulinico in percentuale sono del 90-100% per i carboidrati, del 50% per le proteine e del 10% per i grassi. Ciò significa che un pasto misto, specie se contenente una quota glucidica, risulta in assoluto il maggiore stimolo sulla secrezione di insulina, rispetto all'assunzione della stessa quota glucidica da sola. I protidi riescono dunque a stimolare in maniera moderata l'insulina, per circa la metà rispetto ai carboidrati, mentre i lipidi in maniera meno significativa. Questo aspetto dei macronutrienti è stato spesso sottovalutato, tant'è che per tenere sotto controllo la secrezione di insulina solitamente si utilizzano i parametri molto diffusi quali l'indice glicemico e il carico glicemico, che però non tengono conto dell'effetto insulinogenico di protidi e lipidi, ma solo dell'impatto indotto dai carboidrati. Tali limiti non rendono l'indice e carico glicemico dei metodi completamente predittivi sulla produzione di insulina, poiché esistono alimenti che per definizione la stimolano in maniera spropositata rispetto al loro indice e carico glicemico (i cibi proteici, i latticini, molti cibi industriali e i dolciumi), mentre il pasto misto allo stesso modo induce una produzione dell'ormone ben superiore rispetto al suo carico glicemico. Esiste tuttavia un ulteriore parametro, meno approfondito, chiamato indice insulinico, il quale riconosce e considera la stimolazione insulinica da parte di tutti i macronutrienti, seppur in quantità differente, e che alcune classi di alimenti e i pasti misti, determinano una secrezione dell'ormone maggiore rispetto alla risposta glicemica.
Il pasto misto contenente glucidi risulta quindi in assoluto il maggiore stimolo sulla secrezione di insulina, e quindi sull'iperinsulinemia. Si è visto infatti che un pasto misto contenente carboidrati provoca un aumento dell'insulinemia di 5-7 volte rispetto all'ingestione di soli glucidi.
A seguito di un pasto misto, l'incremento dei livelli plasmatici di glucosio e insulina sopprimono altamente la lipolisi e la disponibilità di acidi grassi liberi (FFA o NEFA) nel sangue inibendo l'enzima lipasi ormono-sensibile, e impedendo il catabolismo lipidico. In aggiunta, l'attivazione dell'enzima lipoprotein lipasi (LPL) nel tessuto adiposo da parte dell'insulina stimola la liberazione dei chilomicroni e il conseguente deposito degli acidi grassi derivanti dal pasto all'interno del tessuto adiposo sotto forma di trigliceridi. L'incremento dell'insulina e degli amminoacidi nel plasma a seguito di un pasto misto stimolano lo stivaggio degli amminoacidi ramificati (BCAA) nel muscolo scheletrico e la proteosintesi, inibendo la proteolisi.
Il glucagone
Il glucagone è un ormone proteico prodotto dalle cellule α delle isole di Langerhans nel pancreas, con il compito di mantenere l'omeostasi glicemica in casi di ipoglicemia e scarsa presenza di glucosio esogeno, quando i livelli di insulina sono molto bassi. Con la sua azione, promuove nel circolo ematico la liberazione di glicogeno epatico in glucosio (glicogenolisi) e dei trigliceridi nel tessuto adiposo (lipolisi) come acidi grassi liberi e glicerolo per fornire tali substrati energetici ai tessuti. È vero che le proteine stimolano il rilascio di glucagone assieme all'insulina, ma questo succede se nel pasto non sono presenti glucidi. Questo perché l'insulina stimolata dagli amminoacidi provenienti dal pasto proteico, in assenza di carboidrati causano ipoglicemia, una condizione che deve essere contrastata appunto dai cosiddetti ormoni catabolici e controinsulari (antagonisti dell'insulina), quali il glucagone in sinergia con altri ormoni iperglicemizzanti e lipolitici come il GH, e le catecolammine (adrenalina, noradrenalina). Nel caso invece sia presente una quota glucidica assieme ai protidi, la produzione di glucagone viene attenuata, perché l'insulina in tale contesto favorisce l'anabolismo del tessuto adiposo innescando i processi di lipogenesi, sia dalla conversione di glucidi in trigliceridi e stivandoli al suo interno, sia imponendo l'uptake di acidi grassi liberi (FFA) plasmatici e quelli introdotti con il pasto in trigliceridi, fornendo un ulteriore stimolo sulla lipogenesi, oltre allo stoccaggio di parte del glucosio introdotto, sotto forma di glicogeno, principalmente nei muscoli e nel fegato. Questi processi inibiscono la produzione di glucagone che, per definizione, copre un ruolo catabolico, completamente opposto alla situazione endocrina/anabolica in atto. Anche le proteine, se non riescono a venire completamente sfruttate per il loro ruolo primario, cioè i processi plastici come la proteosintesi o il turnover proteico, vengono convertite in parte a glucosio per gluconeogenesi, incrementando ulteriormente la produzione di insulina e, soprattutto se accostate ai glucidi, la loro conversione in trigliceridi (lipogenesi).

## Applicazione
Le regole essenziali del metodo sono:
- comporre i pasti e gli spuntini tenendo nelle descritte proporzioni i tre macronutrienti;
- non digiunare per più di 5 ore (notte esclusa); fare colazione entro mezz'ora dal risveglio, e fare uno spuntino entro la mezz'ora prima di andare a dormire;
- scegliere alimenti favorevoli, riducendo grassi saturi e carboidrati ad alto indice glicemico (cereali, amidacei);
- integrare la propria alimentazione con Omega 3 di qualità farmaceutica e con un rapporto EPA:DHA di 2:1. L'integrazione, resa necessaria dallo squilibrio di Omega 3 e Omega 6 negli alimenti contemporanei, ha come dosaggio minimo di mantenimento 2,5g al giorno;
- fare mezz'ora di moderato esercizio fisico al giorno;
- gestione dello stress per il controllo del cortisolo.

### "Blocchi"
Le difficoltà nel calcolare le percentuali caloriche rispetto ai tre macronutrienti in ogni pasto e spuntino hanno portato all'elaborazione di un metodo di semplificazione, detto dei "blocchi".
Un blocco è l'insieme di tre blocchetti o miniblocchi (uno di proteine, uno di carboidrati, uno di grassi), ovvero è l'insieme base dei tre macronutrienti nelle percentuali richieste. Un blocchetto di carboidrati è pari a 9 g, uno di proteine a 7 g e uno di grassi a 3 g.
Gli spuntini sono costituiti solitamente di un blocco, i pasti si compongono con diversi blocchi in relazioni alle peculiari caratteristiche individuali. Ogni blocco corrisponde a poco meno di 100 kcal.
Per esempio volendo fare un pasto da 4 blocchi a base di petto di pollo, lattuga, pomodori, mele, olio extravergine d'oliva, ovvero un pasto corrispondente a 28 g di proteine, 36 g di carboidrati, 12 g di grassi, si dovrà mangiare all'incirca 125 g di petto di pollo, 490 g di pomodori da insalata, 200 g di lattuga, 160 g di mela, un cucchiaino abbondante di olio. Questo menù, infatti, è una delle possibili combinazioni di questi alimenti che corrisponde alle quantità richieste dei tre macronutrienti. Con questo metodo c'è una forte elasticità nella composizione dei pasti, ed è possibile gestire all'interno della dieta anche alimenti sfavorevoli da limitare.
La quantità minima di blocchi al giorno è 11, ma la quantità è estremamente personalizzata in base al calcolo del proprio fabbisogno proteico.
È possibile anche applicare il "metodo ad occhio": per le proteine si procede con quantità pari al palmo della propria mano, coi carboidrati se sono sfavorevoli con quantità pari alle proteine, se favorevoli quantità doppie rispetto alle proteine.

### Calcolo del fabbisogno individuale dei macronutrienti
Nel metodo alimentare ideato da Barry Sears il fabbisogno alimentare di ogni individuo si determina a partire dal calcolo delle proteine quotidiane necessarie.
Per stabilire il fabbisogno proteico è necessario innanzitutto calcolare la propria massa magra, e moltiplicare in seguito il numero dei chilogrammi di massa magra per un indice di attività fisica, dal quale risulta la quantità in grammi di proteine che l'individuo ha bisogno di assumere. La quantità ottenuta si divide per 7 (poiché ogni blocchetto di proteine è pari a 7 g) e si ottiene così il numero di blocchi necessario al giorno.
Se la quantità di blocchi fosse inferiore a 11 non si scenderà sotto questa soglia per non rallentare il metabolismo con una dieta eccessivamente ipocalorica, e per non privare l'organismo di un quantitativo sufficiente di micronutrienti.
L'indice di attività fisica indicato da Barry Sears è il seguente:
- 1.1    Sedentario puro
- 1.3    Lavoro tranquillo, senza allenamento né attività sportiva regolare
- 1.5    Lavoro più attività di fitness a bassa intensità; soggetti obesi
- 1.7    Lavori stressanti; soggetti che si allenano almeno tre volte a settimana o praticano sistematicamente uno sport
- 1.9    Lavoro e allenamento quotidiano aerobico o di pesi
- 2.1    Pesante allenamento quotidiano
- 2.3    Allenamento a scopo agonistico

Le cifre dell'indice di attività fisica corrispondano ai grammi di proteine necessarie per kg di massa magra in base all'attività fisica.

### Alimenti favorevoli e sfavorevoli
- Carboidrati considerati favorevoli:
  - tutte le verdure e gli ortaggi, eccetto le patate, la zucca, la carota cotta, le barbabietole
  - tutta la frutta eccetto le banane, il mango, la papaia, l'anguria, il caco,  uva secca, i datteri secchi e i fichi secchi
  - avena
  - vino rosso (senza eccedere)
- Carboidrati considerati da limitare:
  - cereali e derivati (pane, pasta, riso ecc.)
  - succhi di frutta
  - la frutta e verdure sopra esclusa dai "favorevoli"
- Carboidrati considerati da evitare
  - dolci industriali
  - bevande alcoliche
  - bevande zuccherate

Secondo Sears, oltre a controllare l'assunzione di carboidrati totali ad ogni pasto e/o spuntino, è opportuno scegliere quali fonti di carboidrati mangiare, differenziandole in base all'indice glicemico, privilegiando le fonti a basso indice glicemico come frutta e verdura, in accordo con l'alimentazione naturale dell'uomo (paleodieta).
I cereali sono sconsigliati quasi tutti, tranne l'avena decorticata: l'acido gamma-linoleico (GLA) contenuto nell'avena è infatti considerato un acido fondamentale per la formazione degli eicosanoidi. Barry Sears consiglia un'assunzione di 2-3 milligrammi di GLA la settimana, e ritiene l'avena la fonte in natura più semplice da reperire a tal fine; avendo anche un indice glicemico contenuto l'avena decorticata è così l'unico cereale consigliato nella Zona. Altri cereali, come l'orzo perlato o il farro, avendo un indice glicemico contenuto, sono tollerati.
- Proteine considerate favorevoli:
  - albume
  - pesce
  - crostacei e molluschi
  - carni bianche
  - bresaola
  - latticini con pochi grassi (o con più proteine che grassi)
  - proteine in polvere
- Proteine considerate discrete:
  - altri affettati (sono però da sgrassare)
  - carni rosse magre
  - coniglio
  - carne in scatola magra, tonno in scatola
- Proteine considerate da limitare:
  - tuorli
  - insaccati
  - latte e yogurt interi
  - formaggi grassi
- Grassi considerati favorevoli:
  - olio extravergine di oliva
  - mandorle, noci, nocciole, pinoli
  - avocado
  - olio di pesce
- Grassi considerati da evitare
  - grassi saturi
  - grassi trans e idrogenati